# ちば拓
ちば 拓（ちば たく、本名：板倉 義一、1959年〈昭和34年〉12月12日 - 2016年〈平成28年〉2月27日）は、日本の漫画家。群馬県太田市出身。1980年代の『週刊少年ジャンプ』で活躍した。
『週刊少年ジャンプ』誌上で1982年5号から2年近く続いたスポーツラブコメ作品『キックオフ』の終了後、高校野球を描いた『ショーリ!!』、ラグビー漫画『ノーサイド』や、駅伝競走を題材とした『虹のランナー』などのスポーツ漫画を同誌で連載するが、いずれも短期で終了した。後に『コミック・フィギュア王』（1999年12月発刊）にて、『キックオフ2』を発表した。
2016年2月27日、腎盂がんで死去。56歳没。

## 作品リスト
- キックオフ（週刊少年ジャンプ、全12巻、ワイド版全7巻）
- ショーリ!!（週刊少年ジャンプ、全2巻）
- ノーサイド（週刊少年ジャンプ、全2巻）
- 虹のランナー（週刊少年ジャンプ、全2巻）
- たんぽぽの咲く道（短編集、全1巻）
- クルミ（フレッシュジャンプ、読切）
- キックオフ2（コミック・フィギュア王）
- ときめき真子先生（Vジャンプ）